# За канделябрами
«За канделябрами» (англ. Behind the Candelabra) — американський художній телефільм режисера Стівена Содерберга, що вийшов на екрани у 2013. Сценарій створено Річардом Лагравенезе за книгою Скотта Торсона і Алекса Торлейфсона «За канделябрами: Моє життя з Лібераче» (англ. Behind the Candelabra: My Life With Liberace), виданою в 1988. Перший показ фільму відбувся на 66-му Каннському кінофестивалі 21 травня 2013 року, де він увійшов до основної конкурсної програми і боровся за «Золоту пальмову гілку», телевізійна прем'єра — 26 травня 2013 на каналі HBO.
Головні ролі виконують Майкл Дуглас і Метт Деймон. Стрічка була позитивно сприйнята американською кінопресою; акторська робота Дугласа називалася критиками найскандальнішої і однією з найкращих, коли-небудь здійснених артистом. 
Фільм отримав 15 номінацій на головну телепремію США «Еммі», у тому числі за найкращий телефільм / міні-серіал року, найкращу чоловічу роль (Дуглас і Деймон), чоловічу роль другого плану (Бакула) і найкращу режисерську роботу (Содерберг); 11 з них стали переможними. На «Золотому глобусі» успіх повторився: стрічка була відмічена нагородами за найкращий міні-серіал / телефільм року і чоловічу роль (Дуглас) .

## Сюжет
Кінець 1970-х, США. 17-річний Скотт Торсон (Метт Деймон), що працює дресувальником тварин для кінофільмів, знайомиться з шанованим голлівудським продюсером Бобом Блеком (Скотт Бакула). Блек представляє Торсона іменитому піаністові і шоуменові Лібераче (Майкл Дуглас), якому Скотт явно подобається. Після того, як Торсон виліковує від сліпоти улюбленого собаку піаніста, він стає його асистентом і переселяється в його масштабний особняк. Поступово глядачам стає зрозуміло, що Торсон і Лібераче — гомосексуали.
Стосунки коханих розвиваються з величезною швидкістю, а Скотт розуміє, що Лібераче намагається зробити з нього молоду версію себе самого — наймає пластичного хірурга (Роб Лоу), щоб той відкоригував зовнішність молодого коханця а заодно і самого піаніста. Врешті-решт, Лібераче навіть здійснює невдалу спробу усиновлення Скотта.
Після кількох років Лібераче віддаляється від людини, яка колись була йому найближчою у житті. Торсон підсаджується на наркотики, а розбещений Лібераче постійно відвідує порнографічні театри і займається сексом із сторонніми чоловіками. Їх формальний брак закінчується за ініціативою Лібераче. За допомогою адвоката Скотт відсуджує деяку частину доходів піаніста і починає жити окремим життям, покинувши його особняк.
У грудні 1986 року Лібераче телефонує Торсонові й повідомляє, що смертельно хворий СНІДом та доживає останні місяці. Скотт відвідує піаніста, що до невпізнання змінився, і колишні коханці востаннє говорять відверто. У лютому 1987 Лібераче помирає. У фінальній сцені стрічки Скотт, знаходячись на його похоронах, уявляє Лібераче на сцені, з його традиційною пихатістю і кічем. Закінчивши вигадану виставу, піаніст злітає до небес.
Текст перед фінальними титрами оповіщає:
|  | Перед смертю Лібераче зіграв 56 розпроданих шоу в концертному залі Радіо-сіті. Він з'являвся на сцені, у парінні над глядачами. Нині Скотт Торсон проживає в місті Ріно, штат Невада. |

## У ролях
| Майкл Дуглас    | ···· | Лібераче         |
| Метт Деймон     | ···· | Скотт Торсон     |
| Ден Екройд      | ···· | Сеймур Геллер    |
| Роб Лоу         | ···· | Джек Старц       |
| Деббі Рейнольдс | ···· | Френсіс Лібераче |

| Скотт Бакула   | ···· | Боб Блек                    |
| Бойд Голбрук   | ···· | Кері Джеймс                 |
| Шайєнн Джексон | ···· | Біллі Лезервуд              |
| Пол Райзер     | ···· | містер Фелдер, юрист Скотта |
| Девід Кокнер   | ···· | повірений при усиновленні   |

## Виробництво
Содерберг запропонував Дугласу роль Лібераче ще на зйомках «Трафіку» в 2000 році. Актор подумав, що режисер жартує, оскільки не вважав себе схожим на легенду американської естради. Пройшло кілька років, Содерберг повернувся до назрілої ідеї і віддав Дугласу книгу реального Скотта Торсона «За канделябрами: Моє життя з Лібераче». «Я прочитав цю книгу і подумав, що вона дійсно дуже підходить для фільму» — говорив актор. Пізніше він зізнавався, що ця роль стала для нього «справжнім подарунком» після того, як у 2011 році він зумів побороти рак гортані.

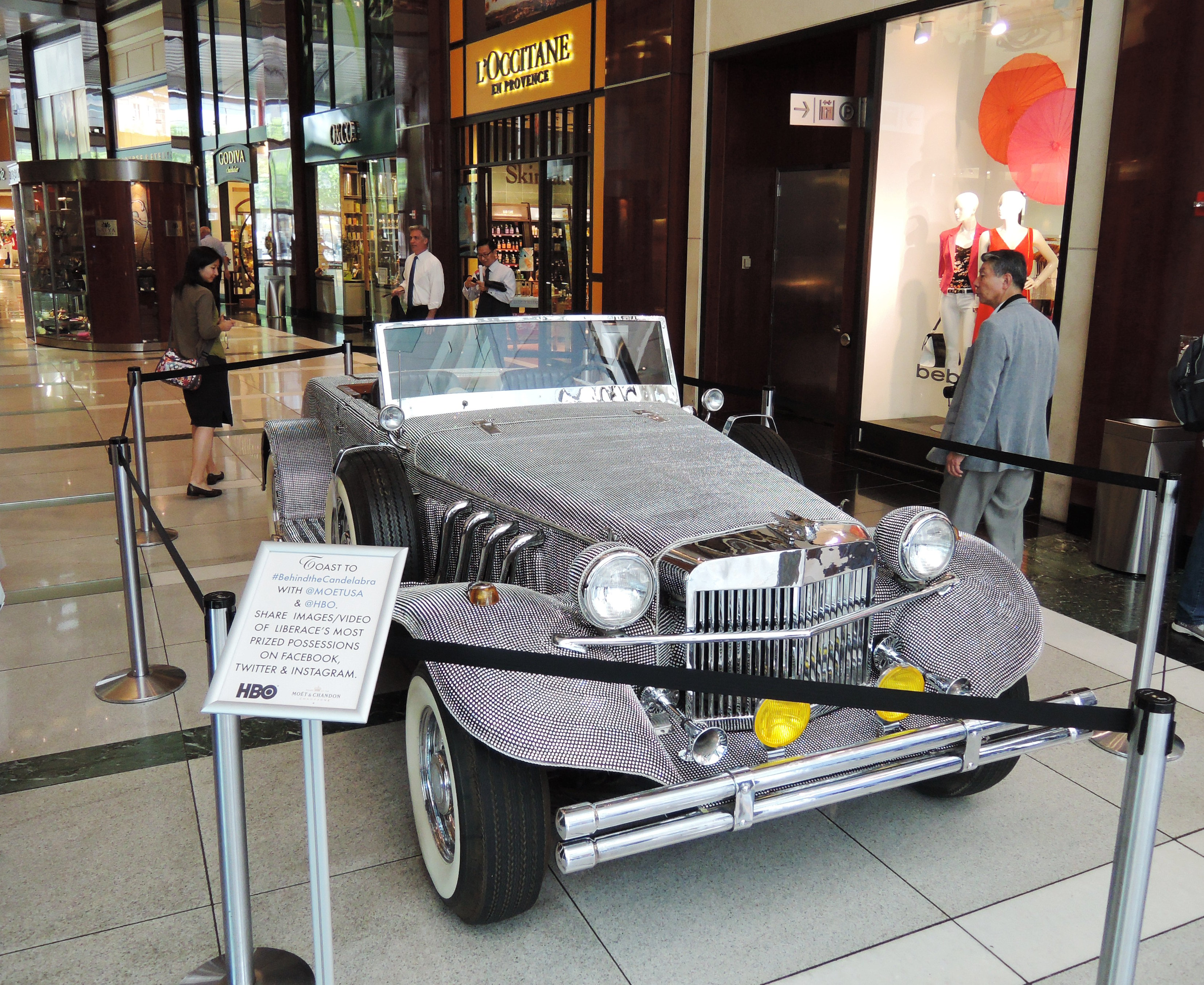
Автомо, задіяне у виробництві

Для відтворення специфічного голосу Лібераче Дуглас довго тренувався, а для навчання актора грі на піаніно Содерберг хотів найняти йому викладача, але той обмежився реальними відеозаписами піаніста і скрупульозним вивченням техніки його гри.
Влітку 2008 року Содерберг зв'язався зі сценаристом Річардом Лагравенезе щодо адаптації мемуарів Торсона. У вересні того ж року було офіційно оголошено про розробку проекту; на головні ролі були затверджені Майкл Дуглас і Метт Деймон. Декілька років Содерберг витратив на те, щоб хоч яка-небудь голлівудська студія узяла його роботу «під крило»; відмови були в кожній з формулюванням «занадто гейський фільм». Після такої невдачі постановник вирішив знімати свою стрічку виключно для телебачення.
Незважаючи на присутність у фільмі неодноразових постільних сцен, найважчим для акторів, на думку Дугласа, було щоденне накладення гриму. «Ми дуже швидко знімали цей фільм, але нам щодня доводилося наносити складний макіяж. І, коли після закінчення зйомок я уперше вийшов на вулицю без нього, то навіть трохи захвилювався» — згадував він. Содерберг неймовірно швидко монтував знятий матеріал, який був готовий вже до вечора знімального дня.

## Критика
У травні 2013 року стрічка було показано на 66-му Каннському кіноогляді, де вона, в цілому, отримала украй схвальні відгуки журналістів. Дуглас був одним з центральних претендентів на приз за найкращу чоловічу роль, проте журі на чолі з Стівеном Спілбергом визнало, що Брюс Дерн більше заслуговує цієї нагороди.
Олег Зинцов, «Ведомости»
Журнал Time Out оцінив стрічку чотирма зірками з п'яти, відмітивши, що вона вийшла гамірною і дискомфортно реальною. Співробітник журналу The Atlantic Джон Фрош залишився задоволений роботою Содерберга: «…дотепна, поставлена в спритному темпі і послідовно розважаюча…».. Оглядачеві The Washington Post Генку Стьюверу ця історія, навпаки, здалася «занадто депресивною, порожньою і, в основному, занадто неживою і зниклою».
Акторські роботи ключового акторського дуету — Майкла Дугласа і Метта Деймона — зайняли окрему нішу у відгуках критиків. Роб Шеффілд з Rolling Stone пише:
|  | Ніхто й не сумнівався, що обидва актори відпрацюють свої ролі на всі сто. Особливо це стосується Дугласа, який ще нещодавно вів боротьбу з раком, і тепер повертається в кіно у стилі «після нас хоч потоп». У його виконанні Лібераче то виглядає жалюгідним і безпорадним, то гуляє на повну котушку, красуючись у шубі з білого лисячого хутра. Як ми дізнаємося з фільму, «це єдина у світі річ, у якої є особистий автомобіль з водієм». |

На думку критика найавторитетнішої британської газети The Daily Telegraph Роббі Колліна, «це одне з найбільших перевтілень 68-річного актора з усіх, які він тільки коли-небудь проявляв, гідне „Оскара“».
Рейтинг стрічки на сайті Rotten Tomatoes складає 95 %, заснованих на 94 рецензіях критиків.

## Визнання
| Нагороди та номінації фільму «За канделябрами» | Нагороди та номінації фільму «За канделябрами» | Нагороди та номінації фільму «За канделябрами»                                 | Нагороди та номінації фільму «За канделябрами»                 | Нагороди та номінації фільму «За канделябрами» | Нагороди та номінації фільму «За канделябрами» |
| Рік                                            | Кінофестиваль/кінопремія                       | Категорія/нагорода                                                             | Номінант                                                       | Результат                                      |                                                |
| ---------------------------------------------- | ---------------------------------------------- | ------------------------------------------------------------------------------ | -------------------------------------------------------------- | ---------------------------------------------- | ---------------------------------------------- |
| 2013                                           | 66-й Каннський кінофестиваль                   | «Золота пальмова гілка»                                                        | Стівен Содерберг                                               | Номінація                                      |                                                |
| 2013                                           | 66-й Каннський кінофестиваль                   | Queer Palm                                                                     | Стівен Содерберг                                               | Номінація                                      |                                                |
| 2013                                           | 66-й Каннський кінофестиваль                   | Palm Dog                                                                       | Бебі Бой                                                       | Перемога                                       |                                                |
| 2013                                           | Премія Еммі                                    | Найкращий міні-серіал або фільм                                                | Грегорі Джейкобс, Сьюзен Екінс, Майкл Полейр, Джеррі Вайнтрауб | Перемога                                       |                                                |
| 2013                                           | Премія Еммі                                    | Найкращий режисер міні-серіалу або фільму                                      | Стівен Содерберг                                               | Перемога                                       |                                                |
| 2013                                           | Премія Еммі                                    | Найкращий сценарій міні-серіалу або фільму                                     | Річард Лагравенезе                                             | Номінація                                      |                                                |
| 2013                                           | Премія Еммі                                    | Найкраща чоловіча роль в міні-серіалі або фільмі                               | Майкл Дуглас                                                   | Перемога                                       |                                                |
| 2013                                           | Премія Еммі                                    | Найкраща чоловіча роль в міні-серіалі або фільмі                               | Метт Деймон                                                    | Номінація                                      |                                                |
| 2013                                           | Премія Еммі                                    | Найкраща чоловіча роль другого плану в міні-серіалі або фільмі                 | Скотт Бакула                                                   | Номінація                                      |                                                |
| 2013                                           | Премія Еммі                                    | Найкраща робота костюмера в міні-серіалі або фільмі                            | Еллен Міройнік, Роберт Метьюс                                  | Перемога                                       |                                                |
| 2013                                           | Премія Еммі                                    | Найкраща робота художника-постановника в міні-серіалі або фільмі               | Говард Каммінгс, Патрік М. Салліван мол., Барбара Манч         | Перемога                                       |                                                |
| 2013                                           | Премія Еммі                                    | Найкращий грим в міні-серіалі або фільмі                                       |                                                                | Перемога                                       |                                                |
| 2013                                           | Премія Еммі                                    | Найкращий протезний грим в міні-серіалі або фільмі                             |                                                                | Перемога                                       |                                                |
| 2013                                           | Премія Еммі                                    | Найкраща укладка волосся в міні-серіалі або фільмі                             |                                                                | Перемога                                       |                                                |
| 2013                                           | Премія Еммі                                    | Найкращий кастинг в міні-серіалі або фільмі                                    | Кармен Куба                                                    | Перемога                                       |                                                |
| 2013                                           | Премія Еммі                                    | Найкраще зведення звуку в міні-серіалі або фільмі                              | Денніс Таунс, Ларрі Блейк, Томас Вікарі                        | Перемога                                       |                                                |
| 2013                                           | Премія Еммі                                    | Найкраща операторська робота в міні-серіалі або фільмі                         | Стівен Содерберг                                               | Номінація                                      |                                                |
| 2013                                           | Премія Еммі                                    | Найкращий монтаж в міні-серіалі або фільмі                                     | Стівен Содерберг                                               | Перемога                                       |                                                |
| 2013                                           | Асоціація телевізійних критиків                | Найкращий телефільм або міні-серіал                                            |                                                                | Перемога                                       |                                                |
| 2013                                           | Вибір телевізійних критиків                    | Найкращий міні-серіал або телефільм                                            |                                                                | Перемога                                       |                                                |
| 2013                                           | Вибір телевізійних критиків                    | Найкраща чоловіча роль в міні-серіалі або телефільмі                           | Майкл Дуглас                                                   | Перемога                                       |                                                |
| 2013                                           | Вибір телевізійних критиків                    | Найкраща чоловіча роль в міні-серіалі або телефільмі                           | Метт Деймон                                                    | Номінація                                      |                                                |
| 2014                                           | Премія BAFTA                                   | Найкраща чоловіча роль другого плану                                           | Метт Деймон                                                    | Номінація                                      |                                                |
| 2014                                           | Премія BAFTA                                   | Найкращий адаптований сценарій                                                 | Річард Лагравенезе                                             | Номінація                                      |                                                |
| 2014                                           | Премія BAFTA                                   | Найкраща робота художника-постановника                                         | Говард Каммінгс                                                | Номінація                                      |                                                |
| 2014                                           | Премія BAFTA                                   | Найкращий дизайн костюмів                                                      | Еллен Міройнік                                                 | Номінація                                      |                                                |
| 2014                                           | Премія BAFTA                                   | Найкращий грим і зачіски                                                       | Кейт Биско, Мари Ларкин                                        | Номінація                                      |                                                |
| 2014                                           | Золотий глобус                                 | Найкращий міні-серіал або телефільм                                            |                                                                | Перемога                                       |                                                |
| 2014                                           | Золотий глобус                                 | Найкраща чоловіча роль в міні-серіалі або телефільмі                           | Майкл Дуглас                                                   | Перемога                                       |                                                |
| 2014                                           | Золотий глобус                                 | Найкраща чоловіча роль в міні-серіалі або телефільмі                           | Метт Деймон                                                    | Номінація                                      |                                                |
| 2014                                           | Золотий глобус                                 | Найкраща чоловіча роль другого плану на ТБ                                     | Роб Лоу                                                        | Номінація                                      |                                                |
| 2014                                           | Супутник                                       | Найкращий міні-серіал або телефільм                                            |                                                                | Номінація                                      |                                                |
| 2014                                           | Супутник                                       | Найкраща чоловіча роль в міні-серіалі або телефільмі                           | Майкл Дуглас                                                   | Перемога                                       |                                                |
| 2014                                           | Супутник                                       | Найкраща чоловіча роль в міні-серіалі або телефільмі                           | Метт Деймон                                                    | Номінація                                      |                                                |
| 2014                                           | Ірландська кіноакадемія                        | Найкращий міжнародний актор                                                    | Майкл Дуглас                                                   | Номінація                                      |                                                |
| 2014                                           | GLAAD Media Awards                             | Найкращий міні-серіал або телефільм                                            |                                                                | Перемога                                       |                                                |
| 2014                                           | Премія Лондонського кола кінокритиків          | Актор року                                                                     | Майкл Дуглас                                                   | Номінація                                      |                                                |
| 2014                                           | Премія Лондонського кола кінокритиків          | Нагорода за технічні досягнення року                                           | Говард Каммінгс                                                | Номінація                                      |                                                |
| 2014                                           | Премія Гільдії декораторів США                 | Найкраща робота художника-постановника в телевізійному фільмі або міні-серіалі | Говард Каммінгс, Патрік М. Салліван мол., Барбара Манч         | Перемога                                       |                                                |
| 2014                                           | Премія Гільдії костюмерів США                  | Найкращий дизайн костюмів в телевізійному фільмі або міні-серіалі              | Еллен Міройнік                                                 | Перемога                                       |                                                |
| 2014                                           | Премія Гільдії монтажерів США                  | Найкращий монтаж міні-серіалу або фільму для ТБ                                | Стівен Содерберг                                               | Перемога                                       |                                                |
| 2014                                           | Премія Гільдії костюмерів США                  | Найкращий дизайн костюмів в телевізійному фільмі або міні-серіалі              | Еллен Міройнік                                                 | Перемога                                       |                                                |
| 2014                                           | Премія Гільдії режисерів США                   | Найкраща режисерська робота у фільмі для ТБ або міні-серіалі                   | Стівен Содерберг                                               | Перемога                                       |                                                |
| 2014                                           | Премія Гільдії продюсерів США                  | Найкраще продюсування міні-серіалу                                             | Грегорі Джейкобс, Сьюзен Екінс, Майкл Полейр, Джеррі Вайнтрауб | Перемога                                       |                                                |
| 2014                                           | Премія Гільдії кіноакторів США                 | Найкраща чоловіча роль в телефільмі або міні-серіалі                           | Майкл Дуглас                                                   | Перемога                                       |                                                |
| 2014                                           | Премія Гільдії кіноакторів США                 | Найкраща чоловіча роль в телефільмі або міні-серіалі                           | Метт Деймон                                                    | Номінація                                      |                                                |